# Villusisotoma brevis
Villusisotoma brevis  (лат.) — ископаемый вид скрыточелюстных членистоногих подкласса ногохвостки из семейства Isotomidae. 

## Описание
Обнаружен в бирманском янтаре (типовая серия: Kachin State, Hukawng Valley, 32 км ю.-з. от Tanai, около Noije Bum (hill), высота около 250 м), Мьянма, Юго-Восточная Азия). Меловой период, сеноманский ярус (около 100 млн лет). Длина тела до 0,71 мм. Усики 4-члениковые. Тело покрыто многочисленными изогнутыми щетинками цилиндрической формы. Вид Villusisotoma brevis был впервые описан в 2006 году американскими энтомологами Кеннетом Христиансеном (Kenneth Christiansen) и Полом Насцимбене (Paul Nascimbene) по типовой серии, хранящейся в Американском музее естественной истории (Нью-Йорк) вместе с Burmisotoma lamellifera, Propachyotoma conica, Grinnellia ventis, Cretacentomobrya burma, Proisotoma pettersonae, Villusisotoma longa и другими новыми ископаемыми видами. Родовое название Villusisotoma образовано от латинского слова villus (пушистый) и от имени близкого рода коллембол Isotoma. Видовое название V. brevis дано по признаку коротких цилиндрических щетинок. Близок к виду Villusisotoma longa Christiansen and Pike 2006, найденному в тех же меловых отложениях Мьянмы.